# Grigorij Szestierikow
Grigorij Aleksandrowicz Szestierikow (ros. Григорий Александрович Шестериков; ur. 10 stycznia 1877 w Żytomierzu, zm. w XX wieku) – rosyjski strzelec sportowy, olimpijczyk.
Brał udział w igrzyskach olimpijskich w 1912 roku, startując łącznie w 3 konkurencjach. W pistolecie dowolnym z 50 metrów zajął 31. miejsce. W konkurencji drużynowej był bardzo blisko zdobycia medalu, gdyż reprezentacja Imperium Rosyjskiego zajęła czwarte miejsce ze stratą tylko trzech punktów do Brytyjczyków, będących na trzecim miejscu (Szestierikow uzyskał drugi wynik w drużynie – 448 punktów). W pistolecie pojedynkowym z 30 m był natomiast na 32. miejscu.